# Tatort: Die Abrechnung (1996)
Die Abrechnung ist eine Folge der Fernsehkrimireihe Tatort aus dem Jahr 1996. Der Film wurde vom Schweizer Fernsehen unter der Regie von Markus Fischer produziert und ist die siebte vom Schweizer Fernsehen produzierte Tatort-Folge. Es handelt sich um die Tatort-Folge 332; sie wurde am 12. Mai 1996 erstmals ausgestrahlt.
Philipp von Burg (László I. Kish) klärt einen Mord um einen Jahre zurückliegenden Bankraub auf.

## Handlung
Der Bankräuber Peter Fuchs, der damals von seinen Komplizen im Stich gelassen wurde und einen Bankangestellten erschossen hatte, wird nach fünfzehn Jahren Haft wegen guter Führung entlassen, obwohl er sich beharrlich geweigert hatte, die Namen seiner Komplizen preiszugeben. Unter den Augen von Markus Gertsch wird er von seinem Bruder Sepp abgeholt, die beiden schaffen es, Gertsch abzuhängen, Peter Fuchs sucht sogleich seinen damaligen Komplizen Alfons Mettler auf, der mittlerweile in einem Altersheim lebt und fordert seinen Anteil an der Beute von zwei Millionen Schweizer Franken ein. Mettler beschwört, dass er als Fahrer des Fluchtautos vom Komplizen gezwungen wurde, angesichts der anrückenden Polizei Fuchs im Stich zu lassen, doch Fuchs erschießt ihn, nachdem er von Mettler noch die Adresse des Komplizen Bruno Lamont erhalten hat. Von Burg und Gertsch werden am nächsten Morgen zum Tatort gerufen, von Burg fällt auf, dass Mettler seinerzeit zum Verdächtigenkreis beim Banküberfall gehört hatte, allerdings hatte er ein Alibi. Eine Angestellte des Altersheims identifiziert Peter Fuchs als letzten Besucher von Mettler, allerdings hatte er mehrere Stunden vor der Tat seinen Besuch vorgetäuscht und sich bei seinem tatsächlichen Besuch eingeschlichen, so dass die Beweislage zu dünn für eine Festnahme des mittlerweile wieder unter Polizeibeobachtung stehenden Fuchs ist. Sepp Fuchs gibt seinem Bruder Gertsch gegenüber zudem ein Alibi. Unterdessen observieren von Burg und seine Praktikantin Magda Raimondi Sepp Fuchs, der von einer Frau aufgesucht wird und einen Umschlag überreicht bekommt, diese kann als die Hotelbesitzerin Miriam Langer identifiziert werden, sie ist mit einem Bruno Lamont verheiratet.
Raimondi kann am nächsten Morgen recherchieren, dass Miriam einst die Sekretärin von Peter Fuchs in dessen Musikagentur war, die dann in Konkurs ging. Bruno Lamont  war ein guter Freund von Peter und spielte mit ihm und Mettler gemeinsam in einer Kapelle. Lamont war der ursprüngliche Betreiber des Hotels und hatte es nach dem Bankrott von Fuchs‘ Firma an seine Frau übertragen. Während Magda sich unter der Missbilligung von Burgs im Hotel einmietet, taucht dort auch Peter Fuchs auf, der überrascht ist, dass seine Ex-Geliebte Miriam Bruno geheiratet hat. Peter nimmt sich Bruno vor, dieser bestreitet ebenfalls, Peter verraten zu haben, Mettler habe damals die Nerven verloren. Peter glaubt Bruno scheinbar und schlägt ihm einen Einstieg in den Hotelbetrieb vor, Bruno gibt sich reserviert. Bruno erzählt Peter, dass der versteckte Großteil der Beute verschwunden sei, jemand müsse das Geld entdeckt und mitgenommen haben. Am nächsten Tag kommt Peter erneut zum Hotel und schläft mit Miriam, Magda, die dies beobachtet, sorgt dafür, dass Bruno den Ehebruch mitbekommt. Miriam verlässt Bruno, da Peter ihr von dem Überfall erzählt hat und fährt zu Peter, unterdessen finden die Beamten per DNA-Abgleich heraus, dass die Spuren auf der Mordwaffe von Peter stammen. Von Burg beauftragt Gertsch, vor Peter zu bluffen und so zu tun, als hätten sie nichts gegen ihn in der Hand, während Miriam Peter eine Ausgleichszahlung seines Beuteanteils anbietet, kommt Gertsch hinzu und nimmt Peter fest, doch dieser gibt sich gelassen. Von Burg findet unterdessen heraus, dass Mettler, entgegen seinen eigenen Angaben nie geerbt hatte, die Herkunft des Geldes für seine teure Altersresidenz ist somit unbekannt. Peter stellt seinen Bruder Sepp zur Rede, da dieser Geld von Miriam angenommen hatte, um Peter von Bruno fernzuhalten, in einem Wutanfall verursacht Peter einen Unfall in Sepps Werkstatt, durch den dieser ums Leben kommt. Zurück auf dem Campingplatz, auf dem er wohnt, will er Magda sexuell missbrauchen, diese schlägt ihn aber mit einer Flasche nieder und kehrt zu Bruno zurück.
Als die Leiche von Sepp gefunden wird, lässt von Burg nach Peter fahnden, er sucht Magda im Hotel auf und beobachtet die Versöhnung von Bruno und Miriam, er weiß nun, dass Bruno Peters Komplize war. Miriam versichert Bruno, dass Fuchs durch ihren Notwehrschlag getötet worden sei, doch Bruno will sichergehen und sucht Peter auf, von Burg kann ihm nicht folgen. Bruno findet den scheinbar bewusstlosen Peter und dreht dessen Gashahn auf, Peter bemerkt dies jedoch und folgt Bruno, dieser verursacht durch einen Schuss auf Peters Wohnwagen eine Gasexplosion und wähnt Peter tot. Von Burg und Gertsch stellen fest, dass der Wohnwagen leer ist und die Explosion fremdverschuldet wurde, Magda beobachtet unterdessen, wie Bruno mit seinem Gewehr zum Hotel zurückkehrt. Während Bruno Miriam gesteht, dass tatsächlich er es damals war, der Mettler gezwungen hatte, loszufahren und Peter im Stich zu lassen und die beiden beschließen, zu fliehen, taucht Peter beim Hotel auf und enttarnt Magda als Polizistin, als diese gerade überlegt, wie sie die Flucht des Paares verhindern kann. Als Magda Peter entwaffnen will, schießt er sie versehentlich nieder, aufgeschreckt durch den Schuss greift Bruno zum Gewehr, bevor Peter Bruno erschießen kann, schießt die verletzte Magda Peter nieder, dieser kann jedoch ebenso wie Bruno und Miriam entkommen. Als die Polizei beim Hotel eintrifft, stirbt Magda kurz vor dem Eintreffen der Ambulanz in von Burgs Armen. Von einer Hotelangestellten erhält von Burg den Hinweis auf das Ferienhaus des Ehepaares im Wallis. Während die Beamten zum Ferienhaus eilen, ist Peter dem Paar direkt gefolgt und bekommt mit, wie Miriam ihrem Mann gesteht, dass sie es war, die wegen der Hotelschulden die Beute aus dem Versteck geholt und teilweise bereits verwendet hat. Die Beamten umstellen das Haus, Peter bedroht unterdessen im Haus das Ehepaar und lässt sich das Geld aushändigen, die Beute sind allerdings jugoslawische Dinar, die durch den Zerfall Jugoslawiens heute nichts mehr wert sind. Er schießt einen Beamten nieder, verlässt dann mit der wertlosen Beute das Haus und erschießt sich resigniert selbst, Bruno und Miriam werden festgenommen.

## Hintergrund und Einschaltquote
Für Detektivwachtmeister Philipp von Burg (László I. Kish) ist es der vierte Fall, für seinen Assistenten Markus Gertsch (Ernst C. Sigrist) der fünfte.
Die Erstausstrahlung von Die Abrechnung erfolgte am 12. Mai 1996, der Film wurde in Bern und Umgebung sowie im Wallis gedreht, bei dieser konnte die Folge 6,04 Mio. Zuschauer binden, was einer Quote von 19,04 % entspricht.

### Kritik
Die Kritiker der Fernsehzeitschrift TV Spielfilm beurteilen diesen Tatort positiv.